# Giovanni Battista Re
Giovanni Battista Re   (Brescia, 30 de gener de 1934) és un Cardenal de la Santa Església Romana i Prefecte emèrit de la Congregació pels Bisbes i president emèrit de la Pontifícia Comissió per Amèrica Llatina.

## Infància
Va néixer el 30 de gener de 1934 a Borno, diòcesi de Brescia, Itàlia.

## Educació
Seminari de Brescia; Pontifícia Universitat Gregoriana, Roma (doctorat en dret canònic); Acadèmia Pontifícia Eclesiàstica, Roma.

## Sacerdoci
Va ser ordenat sacerdot el 3 de març de 1957, a Brescia. Va entrar en el servei diplomàtic vaticà l'1 de juliol de 1963. Encomanat com a secretari de la nunciatura a Panamà, 1963-1967. Nomenat Cambrer secret supernumerari, el 7 de gener de 1964 (el títol va ser canviat a capellà de La Seva Santedat quan la Cúria Romana va ser reformada el 1967). De 1967 a 1971 va ser secretari de la nunciatura a l'Iran. Posteriorment va treballar en la Secretaria d'Estat i va ser secretari de Mons. Giovanni Benelli, Arquebisbe titular de Tusuro, substitut de la Secretaria d'Estat, 1971-1977. Finalment conseller de nunciatura el 1976 i assessor de la Secretaria d'Estat l'1 de desembre de 1979.

## Episcopat
Nomenat Secretari de la Congregació pels Bisbes i Arquebisbe Titular de Vescovio el 9 d'octubre de 1987. Va rebre l'Orde Episcopal el 7 de novembre de 1987 a la Basílica de Sant Pere pel Papa Joan Pau II. També va ser Substitut de la Secretaria d'Estat, secció d'Assumptes Generals, el 12 de desembre de 1989. El 16 de setembre del 2000, el Sant Pare Joan Pau II el nomena Prefecte de la Congregació pels Bisbes i president de la Pontifícia Comissió per Amèrica Llatina.

## Cardenalat
Creat Cardenal prevere el 21 de febrer del 2001; va rebre la birreta vermella i el títol dels Sants Dotze Apòstols. Va participar en el conclave del 18 i 19 d'abril de 2005, en el qual va sortir triat Benet XVI. Ha assistit a la XI Assemblea General Ordinària del Sínode dels Bisbes (Ciutat del Vaticà, 2-23 d'octubre de 2005). En la Cúria Romana és membre de la Secretaria d'Estat, de la Sagrada Congregació per la Doctrina de la Fe i de la Comissió Pontifícia per l'Estat de la Ciutat del Vaticà. Benet XVI va acceptar la seva renúncia als càrrecs que ocupava en la Cúria Romana el dia 30 de juny de 2010, succeint-li el Cardenal Marc Ouellet. Substituirà en les seves funcions al Degà del Col·legi Cardenalici durant el Conclave de 2013 per ser el primer dels Cardenals per ordre i antiguitat a assistir al mateix.

## Honors
Gran Creu de Cavaller de l'orde al Mèrit de la República Italiana – 27 de novembre de 1992
 Gran Condecoració en Or amb Banda de l'orde al Mèrit de la República Austríaca
 Membre Honorífic del Xirka Ġieħ ir-Repubblika (Malta) – 4 de febrer de 1995
 Creu de Comandant amb Estrella de l'orde al Mèrit de la República de Polònia – 1 d'abril de 2010
 Gran Creu de l'orde de Crist (Portugal) – 21 de desembre de 1990
 Comendador amb Estrella de l'orde al Mèrit de la República Hongaresa